# 希沃布里县
希沃布里县是印度的一個縣，位於該國中部，由中央邦負責管轄，面積10,298平方公里，人口在2001至2011年期間增長22.74%，2011年人口1,725,818，人口密度每平方公里168人。

## 外部連結
- Shivpuri District web site （页面存档备份，存于）

25°25′12″N 77°39′36″E / 25.42000°N 77.66000°E